# Eduardo Carranza
Eduardo Carranza Fernández (Apiay, Meta, 23 de julio de 1913-Bogotá, 13 de febrero de 1985) fue un poeta colombiano, uno de los animadores del grupo "Piedra y Cielo", surgido en la década de 1930. Su niñez transcurrió en diversos pueblos del centro del país principalmente en los pueblos de Villavicencio (Meta) donde nació; la tierra de la infancia, edén perdido asociado a la imagen materna, es un tema recurrente en su poesía. En 1925 su familia se trasladó a Bogotá, donde obtuvo el titulo de maestro y trabajó como docente. 
En 1935, con Jorge Rojas, Arturo Camacho Ramírez, Gerardo Valencia, Carlos Martín, Tomás Vargas Osorio y Darío Samper, fundó el grupo "Piedra y Cielo", en homenaje al poeta Juan Ramón Jiménez, e inspirado en la tradición clásica española, con voluntad de orden ante los excesos vanguardistas y creando el movimiento "piedracelista". Organizado como editorial, el grupo publicó los Cuadernos de Poesía de Piedra y Cielo. 
En 1938 codirigió Altiplano. Gaceta Literaria con Jorge Rojas y Carlos Martín. Dirigió también la Revista del Rosario, la Revista de las Indias, la Revista de la Universidad de los Andes y el "Suplemento Literario" de El Tiempo, diario del que fue columnista, así como lo fue de los diarios ABC de Madrid y El Nacional de Caracas. En 1942 ingresó en la Academia Colombiana de la Lengua.
Fue agregado cultural de Colombia en Chile (1945-1947), donde se relacionó con Pablo Neruda, Vicente Huidobro y Nicanor Parra; director de la Biblioteca Nacional de Colombia (1948-51) y consejero cultural de Colombia en España (1951-1958). Obtuvo el Premio Internacional de Poesía de Venezuela (1945), la Medalla de Honor de Cultura Hispánica y la Gran Cruz de Isabel la Católica. Desarrolló su labor docente como profesor de Literatura Hispánica en el Instituto Pedagógico de Chile.
En sus poemas, de perspectiva clasicista, surge el mundo de la infancia enriquecido con nuevas experiencias en el marco del paisaje americano. Su poesía evoluciona de la celebración de la vida, del amor, de la ilusión y del encanto de la existencia, al reconocimiento, ya en la madurez, del desencanto, de la desilusión del vivir, cambio que se refleja formalmente en el paso de la inicial profusión de la palabra al despojamiento y a la sencillez posterior.
En 1936 publicó su primer libro, Canciones para iniciar una fiesta, al que siguieron Seis elegías y un himno (1939), La sombra de las muchachas (1941), Azul de ti (1944), Canto en voz alta (1944), Este era un rey (1945), Ellas, los días y las nubes (1945), Diciembre azul (1947) y El olvidado (1949), obras en las que lo nativo se alía en armonía a lo religioso e íntimo, y que agrupó en Canciones para iniciar una fiesta. Poesía en verso (1935-1950) (1953).
Más tarde publicó Alhambra (1957), con prólogo de Dámaso Alonso; Los pasos cantados (1973); Los días que ahora son sueños (1973); Hablar soñando y otras alucinaciones (1974) y Epístola mortal y otras soledades (1975) -los dos libros a manera de diario poético-; Leyendas del corazón y otras páginas abandonadas (1976), en prosa; Una rosa sobre una espada (1985); El corazón escrito; Canto en voz alta; La encina y el mar; El insomne; La poesía del heroísmo y la esperanza; Tú vienes por la calle; Las santas del paraíso (1945) y Amor (1948) -versiones y recreaciones de textos de Remy de Gourmont y Rabindranath Tagore, respectivamente-.
Publicó además la compilación Un siglo de poesía colombiana; Los grandes del sueño; Anhelo y profecía del nuevo humanismo; Los grandes poetas españoles; Los tres mundos de Alfonso Reyes; Nombres y sombras; Los grandes poetas americanos; El doncel del amor, y Lecciones de Poesía para los jóvenes de Cundinamarca y 20 poemas. Póstumamente, se publicó Visión estelar de la poesía colombiana (1986), recopilación de ensayos y notas críticas. Se publicó también una recopilación de su obra poética con el título Poesias. Fue traductor de Paul Verlaine, Paul Éluard, Tristán Klingsor y Guillaume Apollinaire, entre otros..

## Biografía
Nació en el hogar de Mercedes Fernández Rojas y Januario Carranza Barragán, hacienda La Esperanza en Apiay Llanos Orientales, Colombia. Vivió sus años de infancia en pueblos del centro de Cundinamarca, entre otros Cáqueza, hasta 1925, cuando su familia decidió trasladarse a Bogotá, donde recibió el título de docente y trabajó como Profesor. Entre las publicaciones que dirigió están la gaceta literaria Altiplano, junto con Jorge Rojas y Carlos Martín 1938, la Revista del Rosario, la Revista de las Indias, la Revista de la Universidad de los Andes y el suplemento literario dominical de El Tiempo en Bogotá, donde fue columnista, así como en los diarios ABC de Madrid y El Nacional de Caracas. Encabezó la fundación el grupo "Piedra y Cielo" en 1939. En 1942 ingresó a la Academia Colombiana de la Lengua.
Hacia 1945 fue agregado cultural de Colombia en Chile, donde se relacionó con Pablo Neruda, Vicente Huidobro y Nicanor Parra; dirigió la Biblioteca Nacional de Colombia en 1948 y fue consejero de cultura de Colombia en España en 1951. Desarrolló su labor docente como profesor de Literatura Hispánica en el Instituto Pedagógico de Chile. Él tuvo una hija, María Mercedes Carranza, poetisa, que se suicidó con antidepresivos el 11 de julio de 2003.
Murió en Bogotá el 13 de febrero de 1985, y está sepultado en el cementerio de Sopó, Cundinamarca.

## La poesía
Ya como parte del Piedra y cielo, en noviembre de 1939 salió de imprenta su obra "Seis elegías y un himno", la cuarta entrega de los cuadernos del movimiento.
En su poesía, de tendencia clasicista, surge el mundo de la infancia enriquecido con nuevas experiencias en el marco del paisaje americano. Su poesía evoluciona de la celebración de la vida, del amor, de la ilusión y del encanto de la existencia, al reconocimiento, ya en la madurez, del desencanto, de la desilusión del vivir, cambio que se refleja formalmente en el paso de la inicial profusión de la palabra al despojamiento y a la sencillez posterior. En la ciudad de Villavicencio hicieron un colegio en homenaje a Eduardo Carranza. 
Su poesía muestra cuatro temas fundamentales: patria, muerte, amor y tierra.

## Carranza como crítico iconoclasta
Carranza avivó una polémica cuando publicó el 13 de julio de 1941, en el suplemento literario dominical de El Tiempo, un artículo titulado "Bardolatría" en el que arremetía abiertamente contra la tradición poética de Guillermo Valencia, de quien decía que era "...apenas un buen poeta. Un buen poeta al uso del Parnaso [...] Es un impasible arquitecto de la materia idiomática cantando a espaldas de su tiempo y de su pueblo. Es un retórico, genial si se quiere, al servicio de un poeta menor". De la obra decía que era "...un hecho histórico [...] un sujeto de investigación, una materia de examen. [...] Le faltan a su obra trascendencia vital, palpitación sanguínea, pulsos humanos.".

## Publicaciones (obras realizadas)
- Canciones para iniciar una fiesta, 1936.
- Seis elegías y un himno, 1939.
- La sombra de las muchachas, 1941.
- Azul de ti, 1944.
- Canto en voz alta, 1944.
- Éste era un rey, 1945.
- Ellas, los días y las nubes, 1945.
- Diciembre azul, 1947.
- El olvidado, 1949.
- Alhambra, 1957.
- Los pasos cantados, 1973.
- Los días que ahora son sueños, 1973.
- Hablar soñando y otras alucinaciones, 1974.
- Epístola mortal y otras soledades, 1975.
- Leyendas del corazón y otras páginas abandonadas, 1976.
- Una rosa sobre una espada, 1985.
- El corazón
- Canto en voz alta.
- La encina y el mar.
- El insomne.
- La poesía del heroísmo y la esperanza.
- Tú vienes por la calle.
- Soneto con una salvedad (poema)

- Amiga secreta (poema)
- Soneto Sediento (poema)

## Reconocimientos
Obtuvo el Premio Internacional de Poesía de Venezuela (1945), la Medalla de Honor de Cultura Hispánica y la gran cruz de la Orden de Isabel la Católica.
En 1990 el gobierno colombiano crea el premio Eduardo Carranza de Literatura que en su primera edición gana el escritor español José Antonio Gabriel con la novela Muchos años después.